# دولت‌آباد (کاشان)
دولت‌آباد (کاشان)، روستایی از توابع بخش نیاسر شهرستان کاشان در استان اصفهان ایران است.

## جمعیت
این روستا در دهستان نیاسر قرار دارد و براساس سرشماری مرکز آمار ایران در سال ۱۳۸۵، جمعیت آن ۵۲ نفر (۱۵خانوار) بوده‌است.